# Bletilla striata
Bletilla striata är en orkidéart som först beskrevs av Carl Peter Thunberg, och fick sitt nu gällande namn av Heinrich Gustav Reichenbach. Bletilla striata ingår i släktet Bletilla och familjen orkidéer. Inga underarter finns listade i Catalogue of Life.

## Bildgalleri

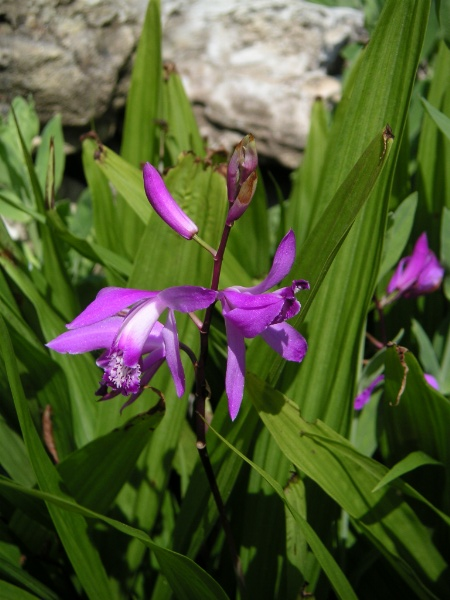
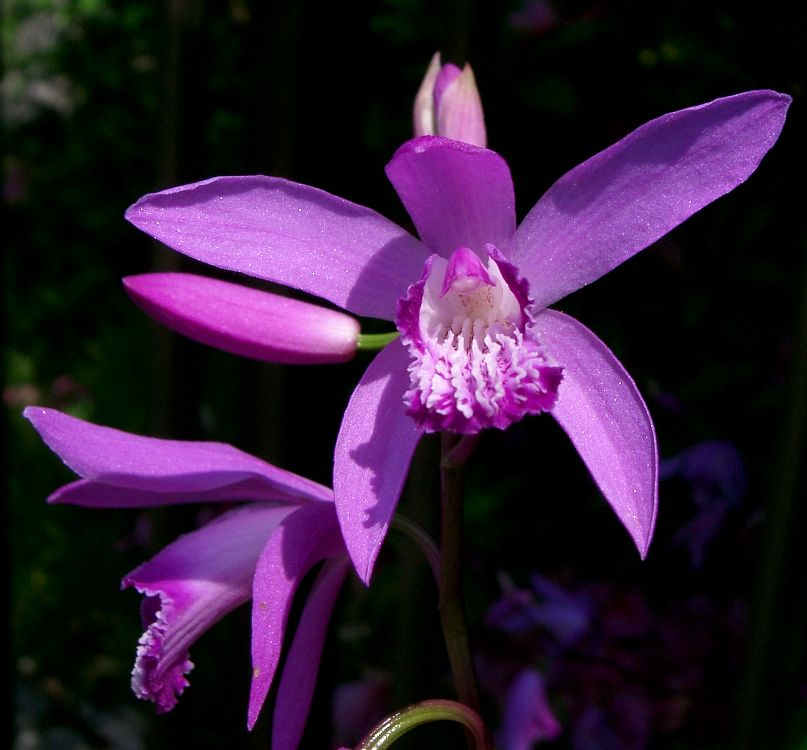
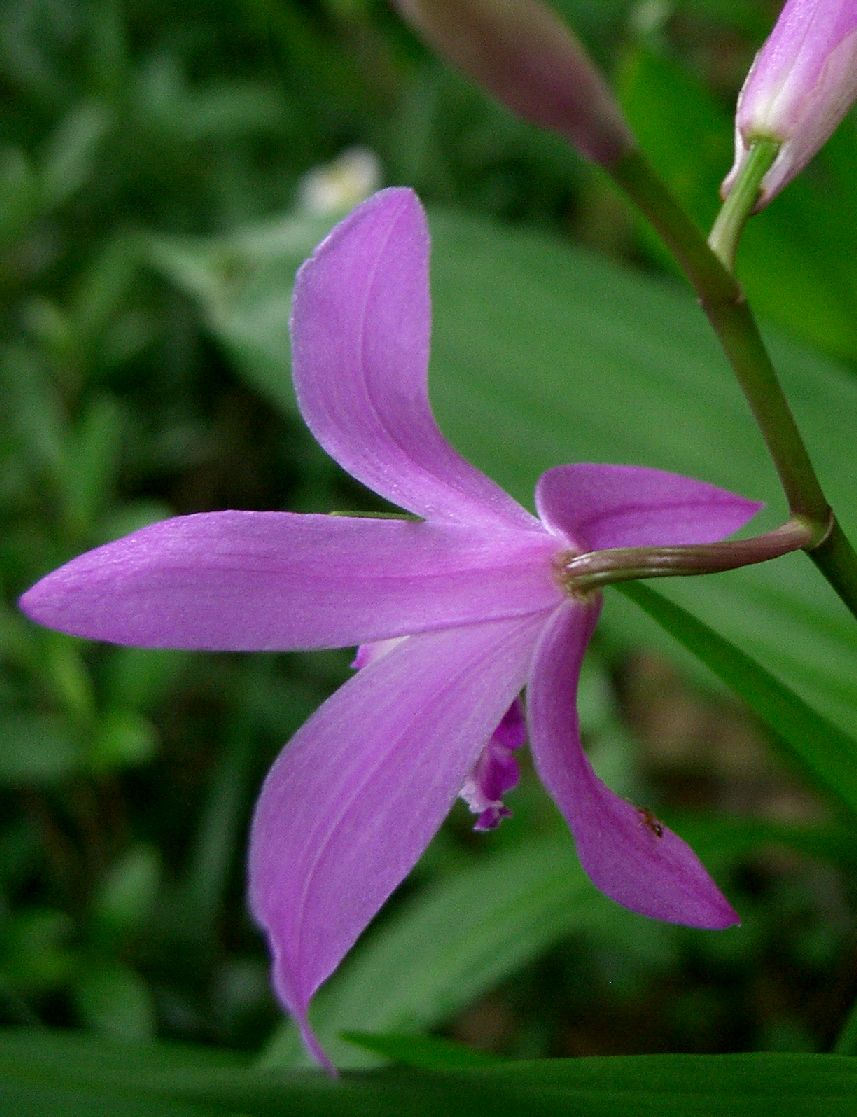
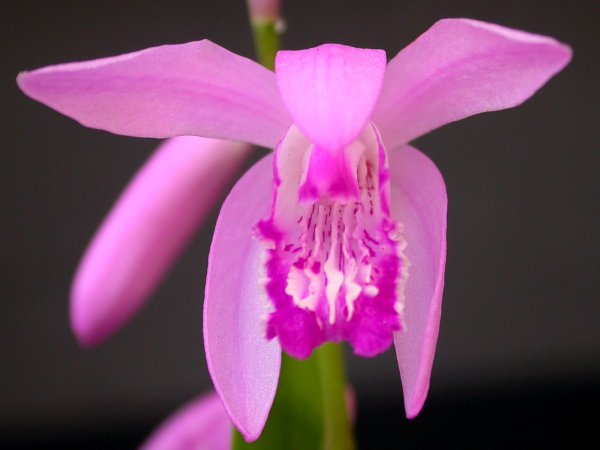
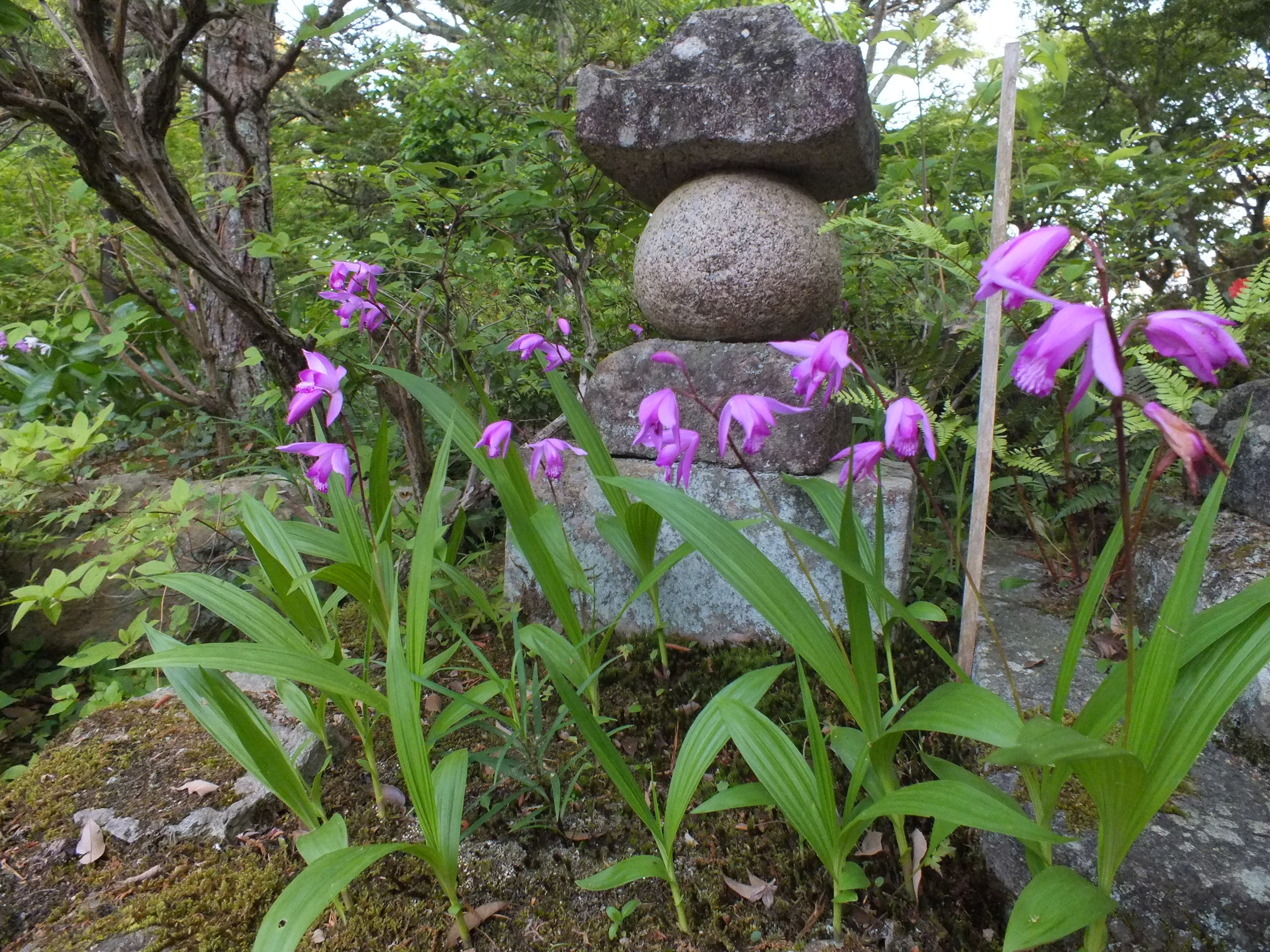
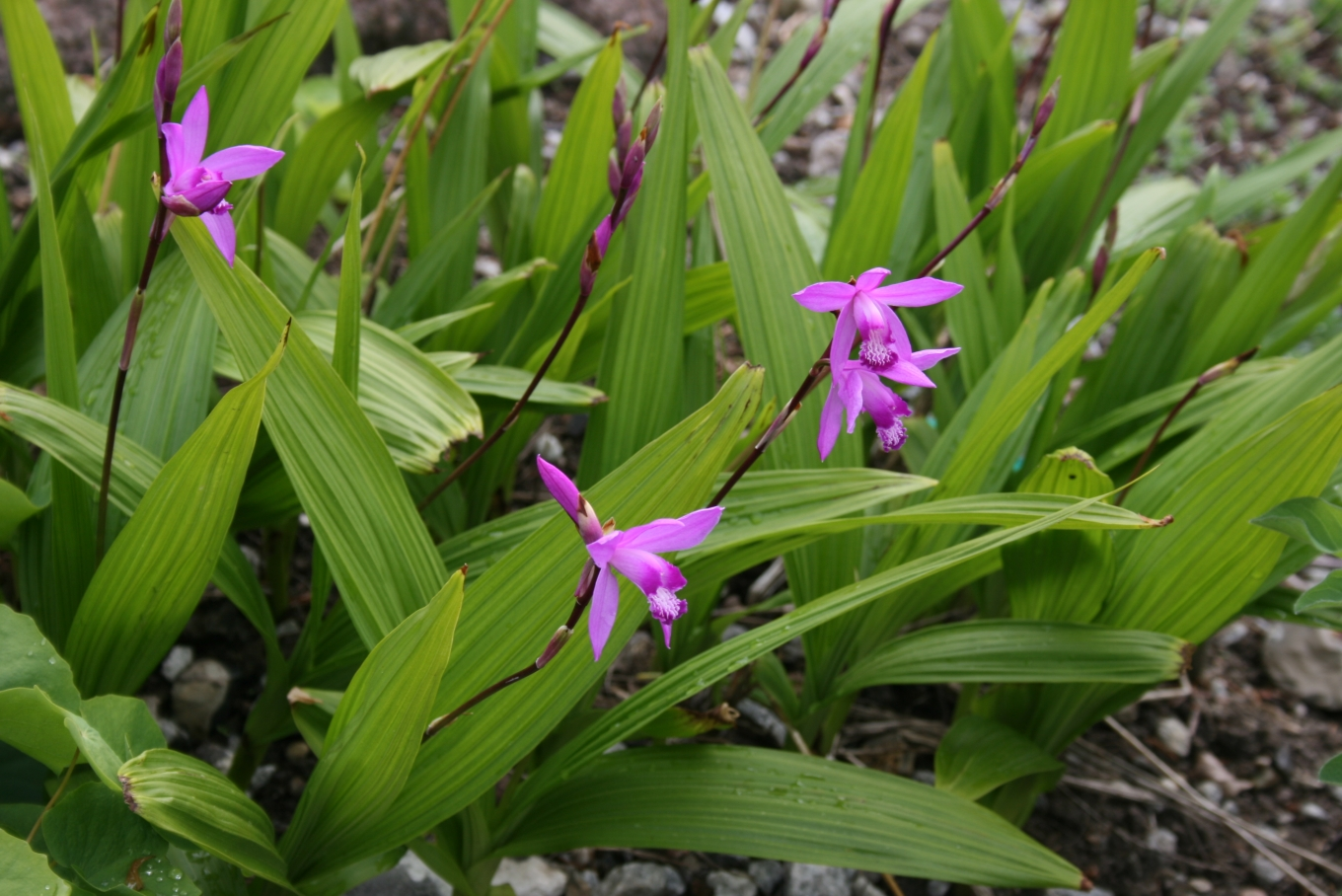